# Trypeticus hamatipygus
Trypeticus hamatipygus är en skalbaggsart som beskrevs av Kanaar 2003. Trypeticus hamatipygus ingår i släktet Trypeticus och familjen stumpbaggar. Inga underarter finns listade i Catalogue of Life.